# Kirchliche Blätter

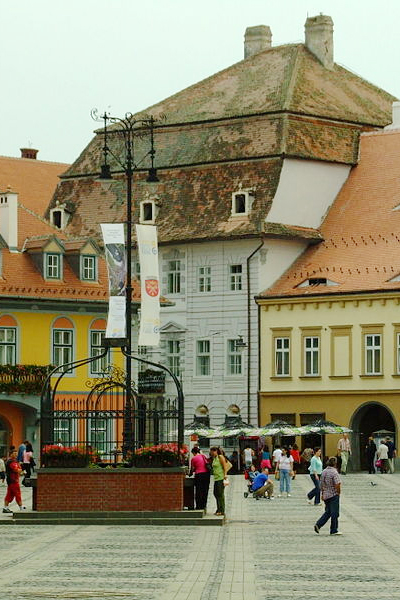
Der Große Ring (Piața Mare) in Hermannstadt mit dem bischöflichen Palais.

Die Kirchlichen Blätter sind die monatlich erscheinende Publikation der Evangelischen Kirche Augsburgischen Bekenntnisses in Rumänien; sie werden im siebenbürgischen Hermannstadt (Sibiu) herausgegeben.
Die Redaktion befindet sich im landeskirchlichen Bischofspalais. Herausgeber ist das Landeskonsistorium der Evangelischen Kirche A.B. in Rumänien. Mit ihrer fast 120-jährigen Geschichte sind die Kirchlichen Blätter das älteste bis zum heutigen Tag in deutscher Sprache erscheinende Periodikum in Siebenbürgen bzw. in Rumänien.

## Geschichte

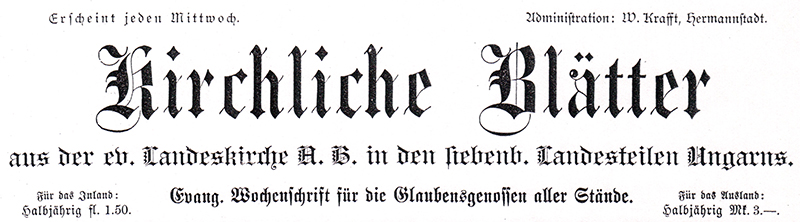
Zeitungskopf der Kirchlichen Blätter während der Zeit ihrer Gründung im Jahre 1897.

Die ersten Überlegungen zur Gründung einer Schul- und Kirchenzeitung für die Siebenbürger Sachsen wurden bereits 1843 vom Pfarrer, Schulreformer und Revolutionshelden Stephan Ludwig Roth angestellt. Eine dauerhaft etablierte Zeitschrift konnte jedoch erst ein halbes Jahrhundert danach ins Leben gerufen werden: Die Kirchlichen Blätter wurden 1897, während der Amtszeit des Bischofs Friedrich Müller d. Ä., unter dem Namen Kirchliche Blätter aus der ev. Landeskirche A. B. in den siebenb. Landesteilen Ungarns. Evang. Wochenschrift für die Glaubensgenossen aller Stände als Wochenzeitung gegründet. Der Preis für ein Halbjahresabonnement belief sich damals auf 1,50 Gulden. Erster Schriftleiter der Zeitung war Josef Josephi.
1909 wurde die Zeitschrift in einen „amtlichen“ und einen „nichtamtlichen“ Teil gegliedert. Eine Neuzählung der Ausgaben wurde eingeführt, und die Kirchlichen Blätter erschienen durchgehend bis August 1944. In der Zwischenkriegszeit war die Zeitung unter anderem durch die Schriften des Arztes Heinrich Siegmund geprägt, der mit dem Evangelischen Fürsorger eine Beilage zu den Kirchlichen Blättern schuf, in der er seine gesundheits- und sozialpolitischen Überlegungen veröffentlichte.
Die unmittelbare Nachkriegszeit, die Periode der schrittweisen Machtübernahme durch die kommunistische Partei und der Etablierung des totalitären Regimes, brachte nicht nur eine Reihe an Enteignungen kirchlicher Immobilien, umfassende rechtliche Einschränkungen und die Auflösung sämtlicher kirchlichen Vereine. Von August 1944 bis Juni 1946 wurde das Erscheinen der Kirchlichen Blätter vorerst unterbrochen. Ab 1948 durfte die Zeitschrift für die Dauer von 25 Jahren nicht mehr erscheinen.
Erst während der Amtszeit von Bischof Albert Klein gelang es, ab 1973 die Kirchlichen Blätter wieder zu veröffentlichen.
Den Zeitungskopf schmückten über viele Jahre hindurch stilisierte Darstellungen der Kirchenburg von Birthälm (Biertan), eines Bauwerkes aus dem 14./15. Jahrhundert, das 1993 zum UNESCO-Weltkulturerbe erklärt wurde. In der Ortschaft Birthälm befand sich fast dreihundert Jahre lang der Sitz der Sachsenbischöfe.

## Gegenwart
Seit 2008 existieren die Kirchlichen Blätter auch in elektronischem Format. Im Jahr 2013 wurde beschlossen, das Amtsblatt der Evangelischen Kirche A. B. in Rumänien, die Landeskirchlichen Informationen künftig als Beilage zu den Kirchlichen Blättern zu veröffentlichen. Eine umfassendere Onlinepräsenz in Ergänzung der Printausgabe der Kirchlichen Blätter ist derzeit (2013) in Planung.

## Inhalt
Die redaktionellen Beiträge der Kirchlichen Blätter richten sich vor allem an die Gemeindeglieder der Evangelischen Kirche A.B. in Rumänien, also an evangelisch-lutherische, deutschsprachige Christen in Rumänien, sowie an eine kleinere Stammleserschaft im Ausland. Auch die multiethnische und multikonfessionelle Gesellschaftsstruktur Siebenbürgens prägt die Zeitschrift. Fragen der Ökumene wird traditionell großes Gewicht beigemessen. Neben Predigttexten und Andachten sind in der Zeitschrift vor allem Beiträge über das Leben in den Gemeinden der Evangelischen Kirche A.B. in Rumänien zu finden, aber auch Beiträge zu Fragen der Pflege des Kulturerbes (Stiftung Kirchenburgen Evangelischen Kirche A. B. in Rumänien) sowie internationale Themen mit religiösem Bezug.
Zu den seit 1990 regelmäßig publizierenden Autoren der Kirchlichen Blätter zählen die landeskirchlichen Bischöfe Christoph Klein und Reinhart Guib sowie die siebenbürgischen Theologen Hans Klein, Paul Philippi und Hermann Pitters, Gerhild Rudolf (Schriftleiterin 1999–2012), Beatrice Ungar (Schriftleiterin 2012–2013) und viele andere mehr.